# 周天健
周天健（1907年9月20日—1990年1月28日），中华民国高级将领，中将军衔。浙江奉化人。

## 生平

### 早年
生于浙江奉化县（今宁波市奉化区）。父亲是教师周淡游，年少时家贫，全家信奉基督教。周淡游是蒋中正早年结拜兄弟之一，号称“凤麓结拜十兄弟”。
早年就读于奉化县立高等小学，毕业后赴宁波城里读书，毕业于宁波四明高级中学。后先后毕业于黄埔军校一期，中央训练团党政研究班第四期，陆军大学（今台湾国防大学）将官班甲级第二期。曾是22人使团之一，赴日本考察学习军事。

### 广州军政府和北伐时期
1924年春，在蒋中正、周日耀的推荐下，考入黄埔军校。周日耀是周天健的叔父，当时是广东省长公署的一位技士。1924年5月，年仅17周岁，赴广州，入读黄埔军校学习，入第一期第一队。
在黄埔军校期间，历任黄埔军校军医处文书（中尉军衔），第四期入伍生部政治部科员等职务。后从事政治宣传工作，在东征时，担任东征军总政治部宣传队员。曾担任国民革命军东路军政治部《阵中日报》编辑。出任黄埔军校潮州分校的政治部股长。被选为浙江省省防军团党代表。还担任中央军校毕业生调查处中校科长，黄埔同学会驻杭州办事处主任等职务。

### 国民政府时期
1933年起，先后担任国民政府军事委员会委员长侍从室第二组上校科长，特别行动总队第二团副团长、团长等职务。

### 抗日战争时期
抗日战争爆发后，先后担任国民政府军事委员会第一局参谋（上校军衔），军政部政治训练处副处长（少将军衔），预备第二十师副师长、师长。

### 国共内战时期
国共内战时期，自1946年起，先后担任第六十军副军长，第六十师整编副师长、代师长，中华民国国防部第十五新兵补训处处长（少将军衔）。
1948年9月，授予陆军少将军衔。

### 台湾时期
1949年秋（一说，1950年底），抵台湾。曾担任中华民国（台湾）国防部高级参谋。曾是轮船招商局（今阳明海运的前身）的顾问。1990年，因病在台北逝世。